# Raue Steine

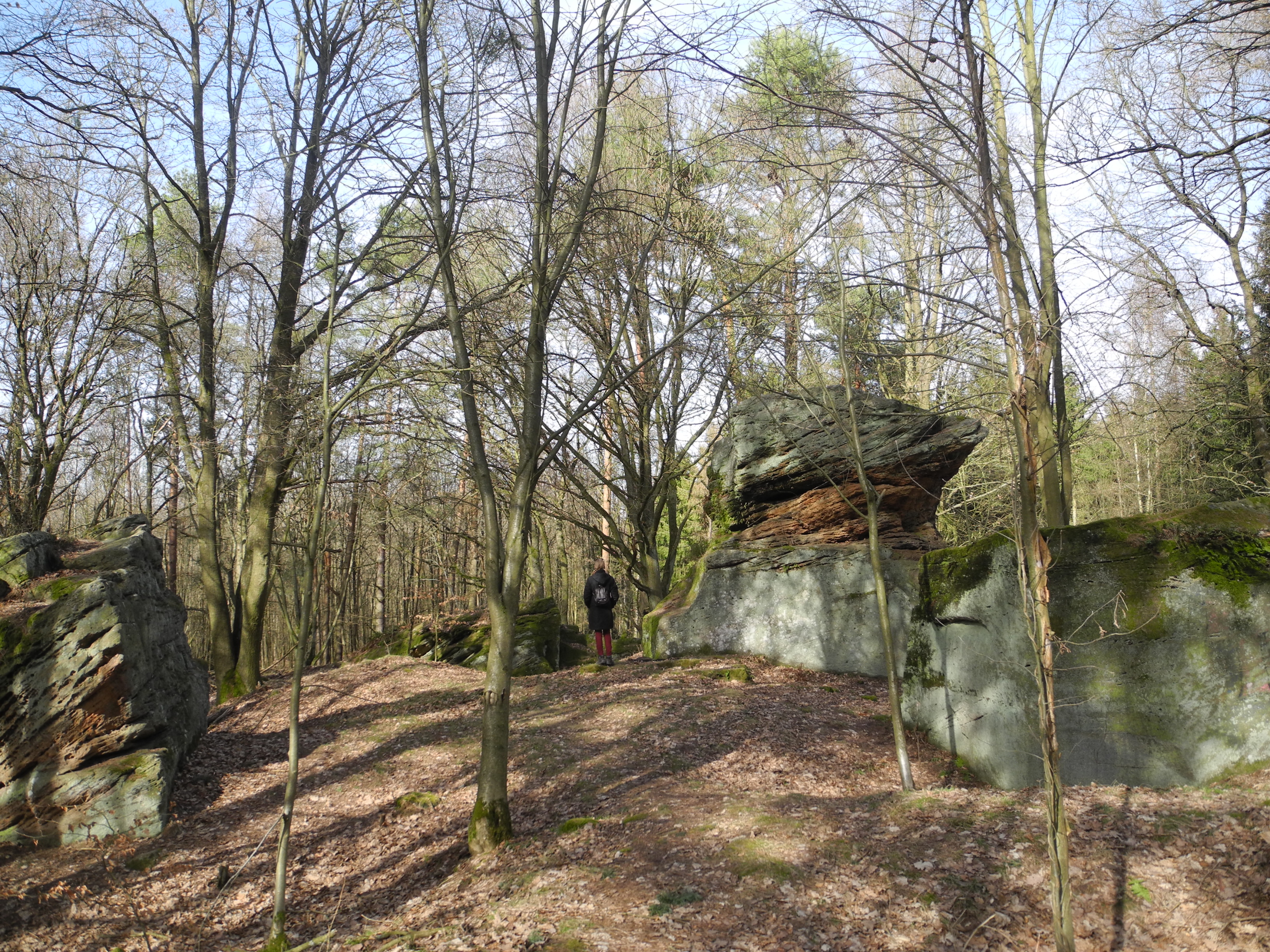
Die Rauen Steine (März 2017)

Die Rauen Steine (auch Rauhesteine oder Rauhe Steine genannt) sind eine im Naturpark Habichtswald auf dem Rauenstein befindliche Gruppe von vier Buntsandstein-Felsen im nordhessischen Landkreis Kassel (Deutschland).
Die Erhebung und ihre Felsen sind als Naturdenkmal (Nr. 6.33.875) geschützt (siehe Abschnitt Flächenhafte Naturdenkmale in Liste der Naturdenkmale in Wolfhagen).

## Geographie

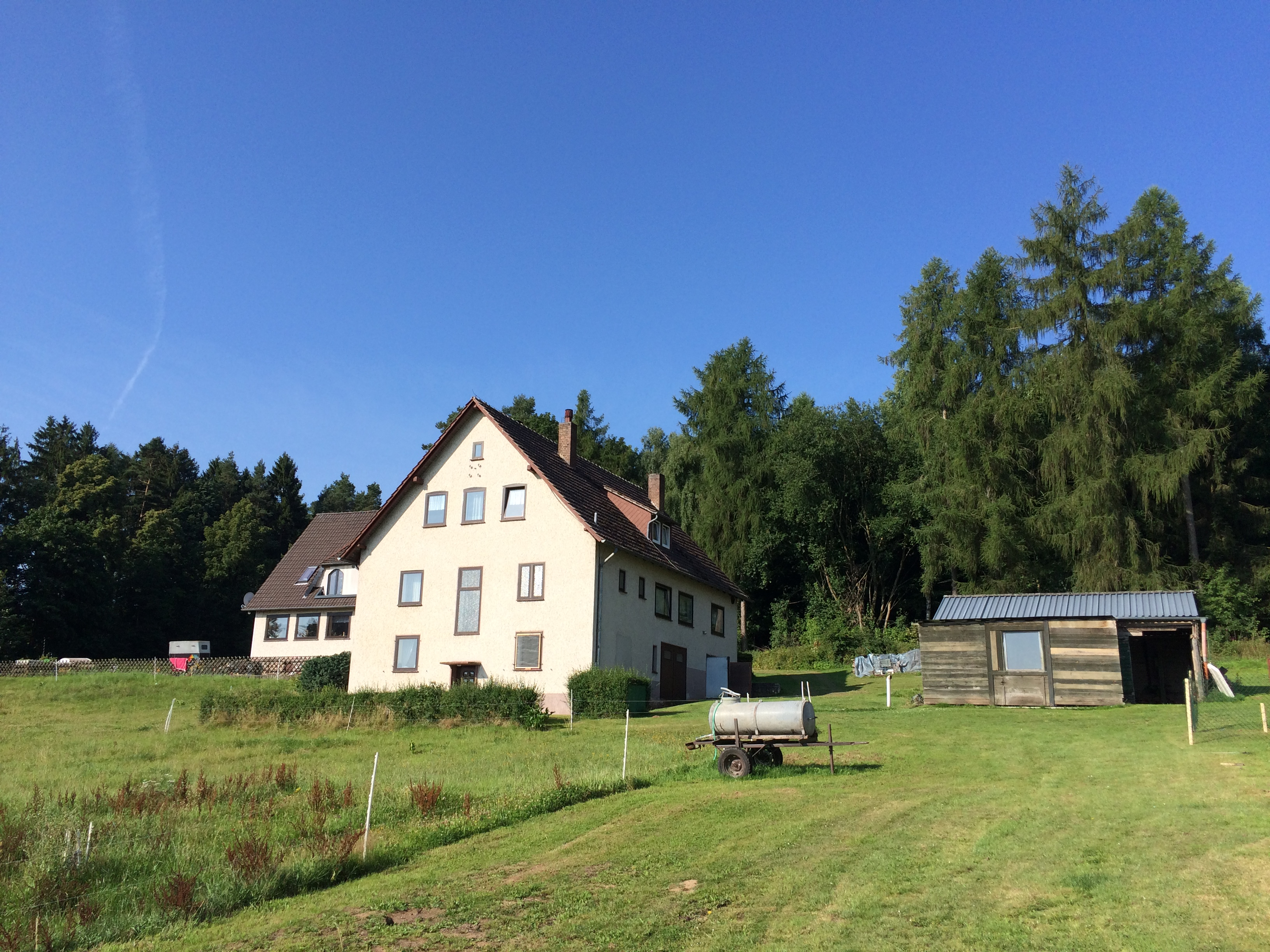
Ehemalige Gaststätte Monschein

### Lage
Die Rauen Steine befinden sich in den Ostausläufern des Langen Walds zwischen den Städten Wolfhagen im Norden und Naumburg im Süden auf dem im bewaldeten Höhenzug Monschein gelegenen Rauenstein (366,4 m ü. NHN). Die Anhöhe erhebt sich zwischen den Wolfhager Stadtteilen Bründersen im Ostnordosten und Ippinghausen im Westsüdwesten. Sie liegt knapp 400 m (Luftlinie) nordnordwestlich des 1,7 km südwestlich vom Dorf Bründersen bei der ehemaligen Gaststätte „Monschein“ an der Bundesstraße 251 gelegenen Wandererparkplatzes.

### Naturräumliche Zuordnung
Der Rauenstein mit den Rauen Steinen liegt in der naturräumlichen Haupteinheitengruppe Westhessisches Bergland (Nr. 34) in der Haupteinheit Ostwaldecker Randsenken (341) auf der Grenze der Untereinheiten Wolfhager Hügelland (341.3) mit dem Naturraum Isthaebene (341.34) im Osten und Naumburger Senken und Rücken (341.4) mit dem Naturraum Ippinghäuser Grund (mit Rauenstein) (341.40) im Westen.

## Geologie
Die Rauen Steine und der Rauenstein  bestehen aus Sandstein der Wilhelmshausener Schichten der Solling-Formation des Mittleren Buntsandsteins, das Gestein ist damit etwa 243 Millionen Jahre alt. Der Sandstein ist mürbe und wenig verfestigt. er verwittert daher mit rauer, löchrig-wabiger Oberfläche. Die Sandkörner (Quarzkörner) sind wenig gerundet, daneben sind größere Quarzgerölle und Gerölle aus abgetragenem älteren Sandstein (vermutlich der Hardegsen-Formation) und Tonstein eingeschlossen. Er enthält Feldspat, ist aber karbonatfrei. Teilweise ist ausgeprägte Schrägschichtung erkennbar.
Die Steine zeigen Spuren mittelalterlicher Bearbeitung, vermutlich wurden Steinblöcke zu Bauzwecken abgespalten.

## Besonderheiten
Nach dem Zweiten Weltkrieg gründete eine Gruppe von etwa zehn Jugendlichen aus Bründersen eine Geheimgruppe, die Bande der Schwarzen Hand, welche sich bei den Rauen Steinen ein Waffenversteck einrichtete. Sie entwendeten dazu Gewehre und Munition der in der Umgebung einquartierten Alliierten, teilweise aus Beständen, die jene nach der Befreiung von Deutschen konfisziert hatten. Nachdem ein Junge bei einem Unfall mit noch scharfer Munition, deren Hülle er zu Ringen hatte umarbeiten wollen, gestorben war, durchsuchte die Polizei das Versteck und die Gruppe löste sich auf. Die dort lagernden Waffen waren jedoch zuvor an anderer Stelle im Gebiet vergraben worden, so dass die Durchsuchung ergebnislos blieb. Der weitere Verbleib der Waffen ist unklar.

## Tourismus und Wandern
Die Rauen Steine sind als Wanderziel zum Beispiel vom bei der einstigen Gaststätte „Monschein“ an der B 251 gelegenen Wandererparkplatz zu erreichen. Von dort folgt man dem Wanderzeichen „H5“. Zudem führt an der Felsgruppe der Abschnitt Ippinghausen–Bründersen des seit 2009 existierenden und etwa 22 km langen Rundwanderwegs Wolfsfährte vorbei. Entlang des östlichen Waldrandes vom Rauenstein verläuft der 52 km lange Wanderweg Volkmarser Weg (Volkmarsen–Fritzlar).